# Austrolepidopa schmitti
Austrolepidopa schmitti is een tienpotigensoort uit de familie van de Albuneidae. De wetenschappelijke naam van de soort is voor het eerst geldig gepubliceerd in 1968 door Efford & Haig.